# 奥多摩周遊道路
奥多摩周遊道路（おくたましゅうゆうどうろ）は、東京都西多摩郡奥多摩町川野から檜原村数馬に至る一般道路である。

## 概要
東京都道206号川野上川乗線の一部で、起点は三頭橋、終点は九頭竜橋とする延長19.7kmの区間である。
1973年（昭和48年）4月の開通時は有料自動車専用道路で名称も奥多摩有料道路であったが、1990年（平成2年）4月1日に無料開放され現在の名称となった。

## 解説
異常気象制限対象区間でもあり連続雨量80 mmを超えると通行止となるほか、冬期は積雪による通行止も多い。街灯も山のふるさと村 - 都民の森間は設置されておらず、奥多摩町 - 檜原村間の相互生活道路としての必要性は決して高いものではない。
片側1車線通行ながらかつては有料道路だったことから、道幅が広く整備山道のため緩やかなワインディングが豊富に連続しており、道中に数ヶ所の駐車場も設置されていることもありツーリングやドライブのスポットとして利用される。自転車（ロードバイク）で登る人も多い。
このため自動車・オートバイによる単独事故をはじめ対向車両同士の衝突ならびに崖下への転落などの交通事故も多数発生している。都県境の高山ということもあり日本アルプス遭難なみに救急搬送の困難なスポットであることから、救急車が現場に到着するまで場所によるが早くて30分 - 1時間以上、あるいは消防ヘリ到着から病院搬送までに2時間はかかることから「けがをしますと病院に収容されるまで約2時間かかります」という看板がある。
また周遊道路内および周辺では、主に土日祝などの休日には各所でスピード測定器による取締りが行われる。周遊道路内も不定期にパトカーや白バイが巡回する。

### 通行可能時間帯
夜間通行止規制がありゲート閉鎖規制が実施され出入不可となるため以下に示す時間帯のみ通行可能である。
川野ゲート - 都民の森
夏期（4月1日 - 9月30日）午前8時 - 午後7時
冬期（10月1日 - 3月31日） 午前9時 - 午後6時
都民の森 - 九頭竜橋
午前5時 - 午後9時（通年）

### 沿道施設

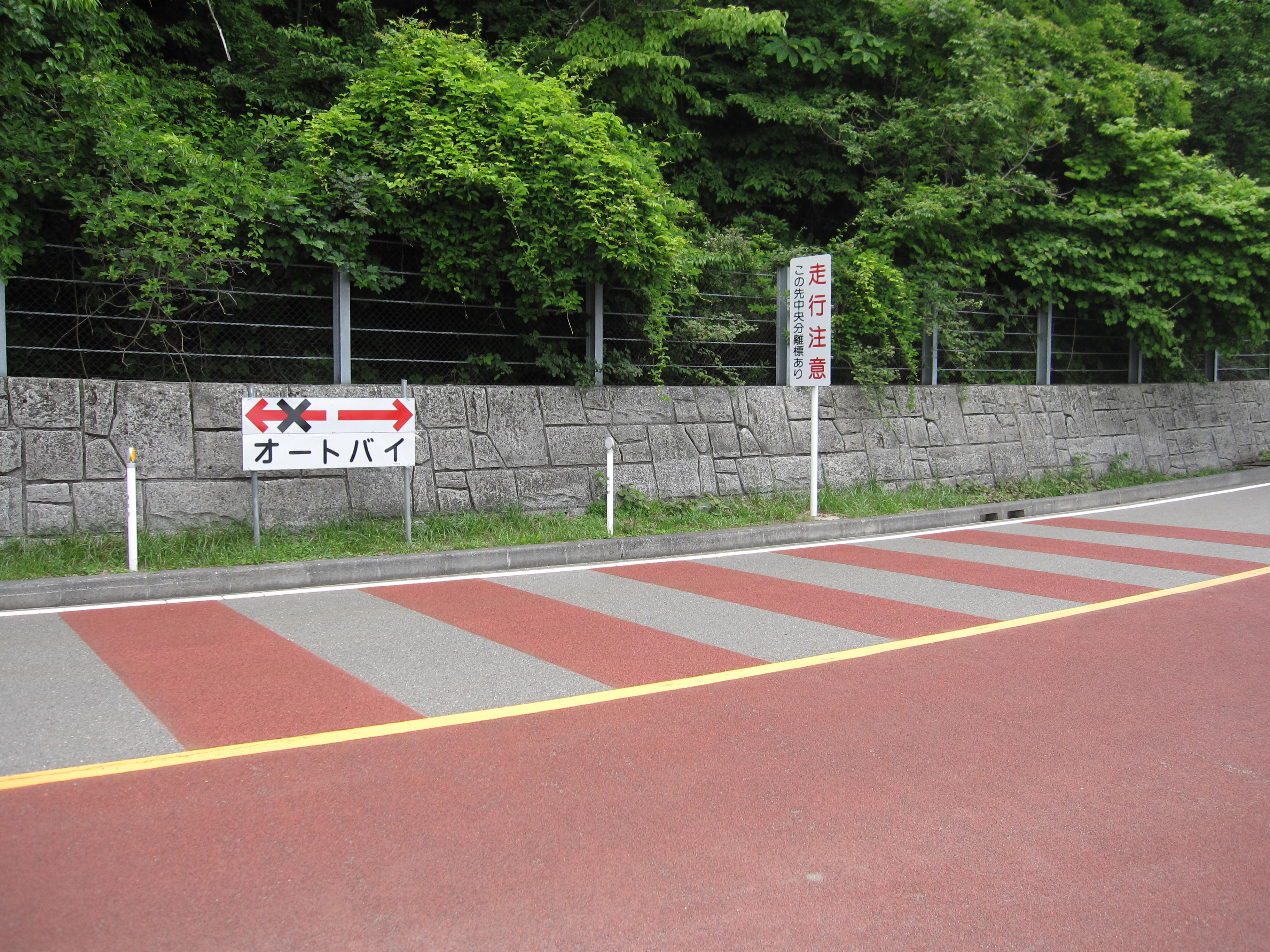
浅間尾根駐車場
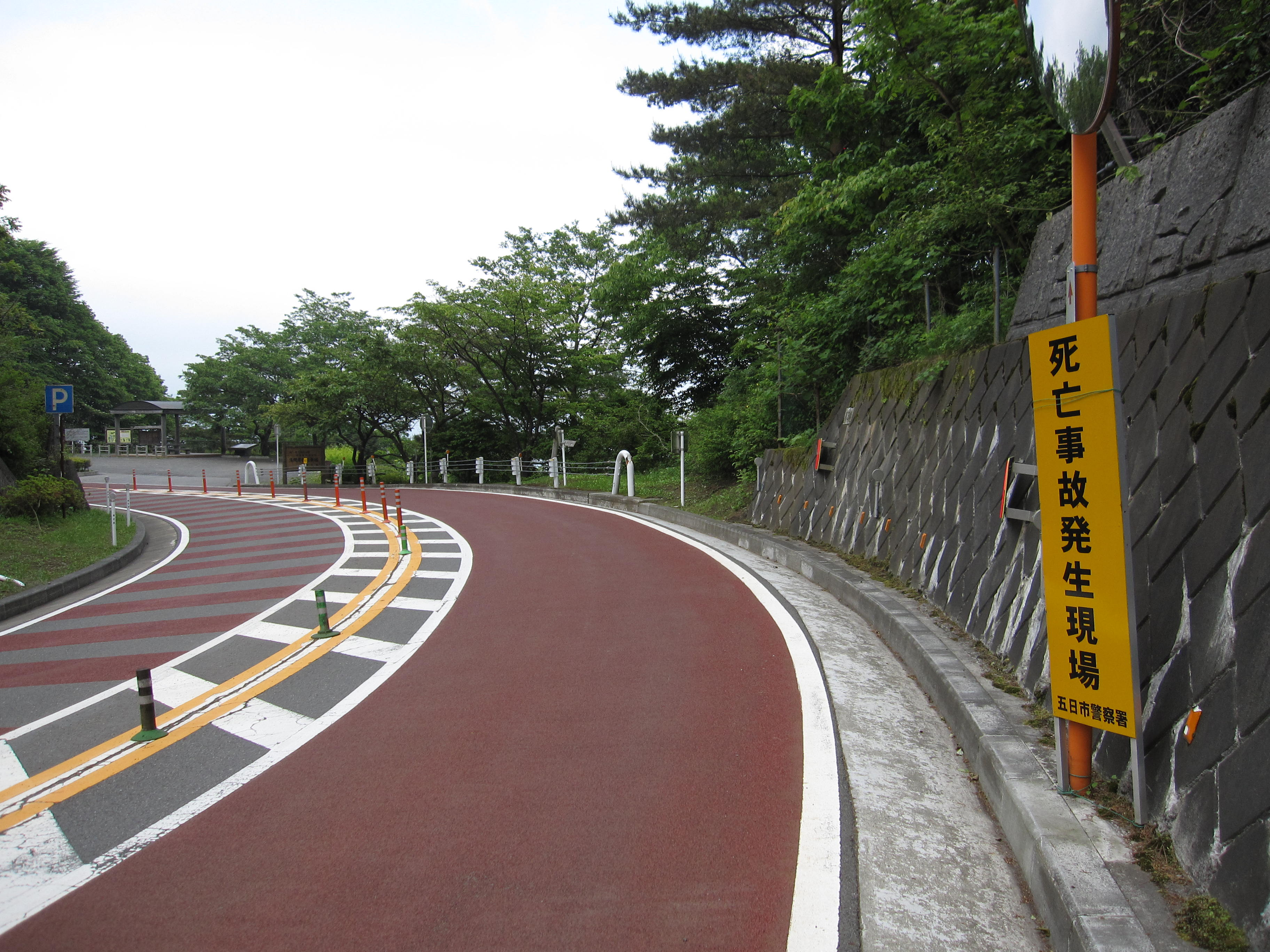
浅間尾根駐車場付近
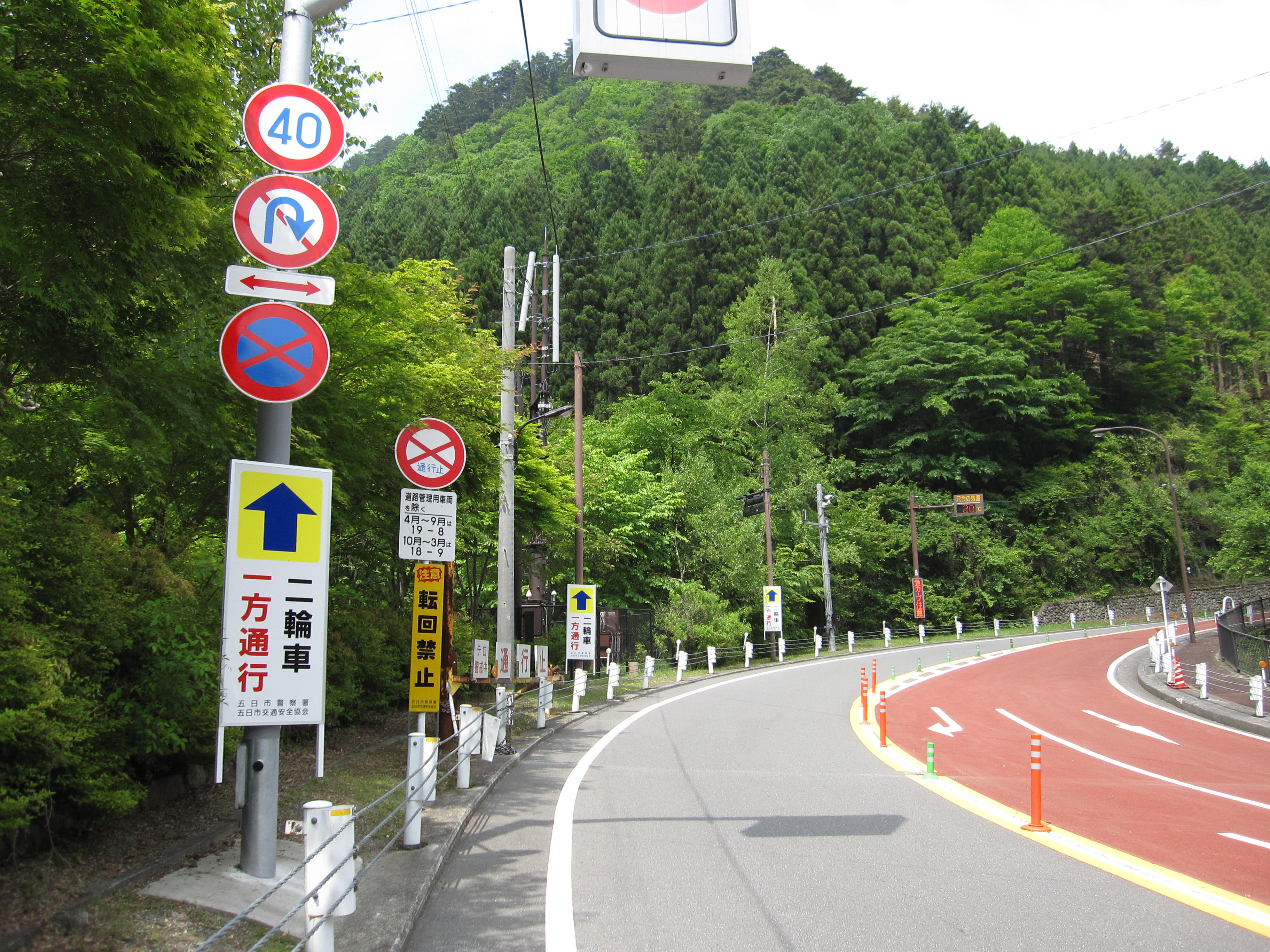
都民の森入口付近
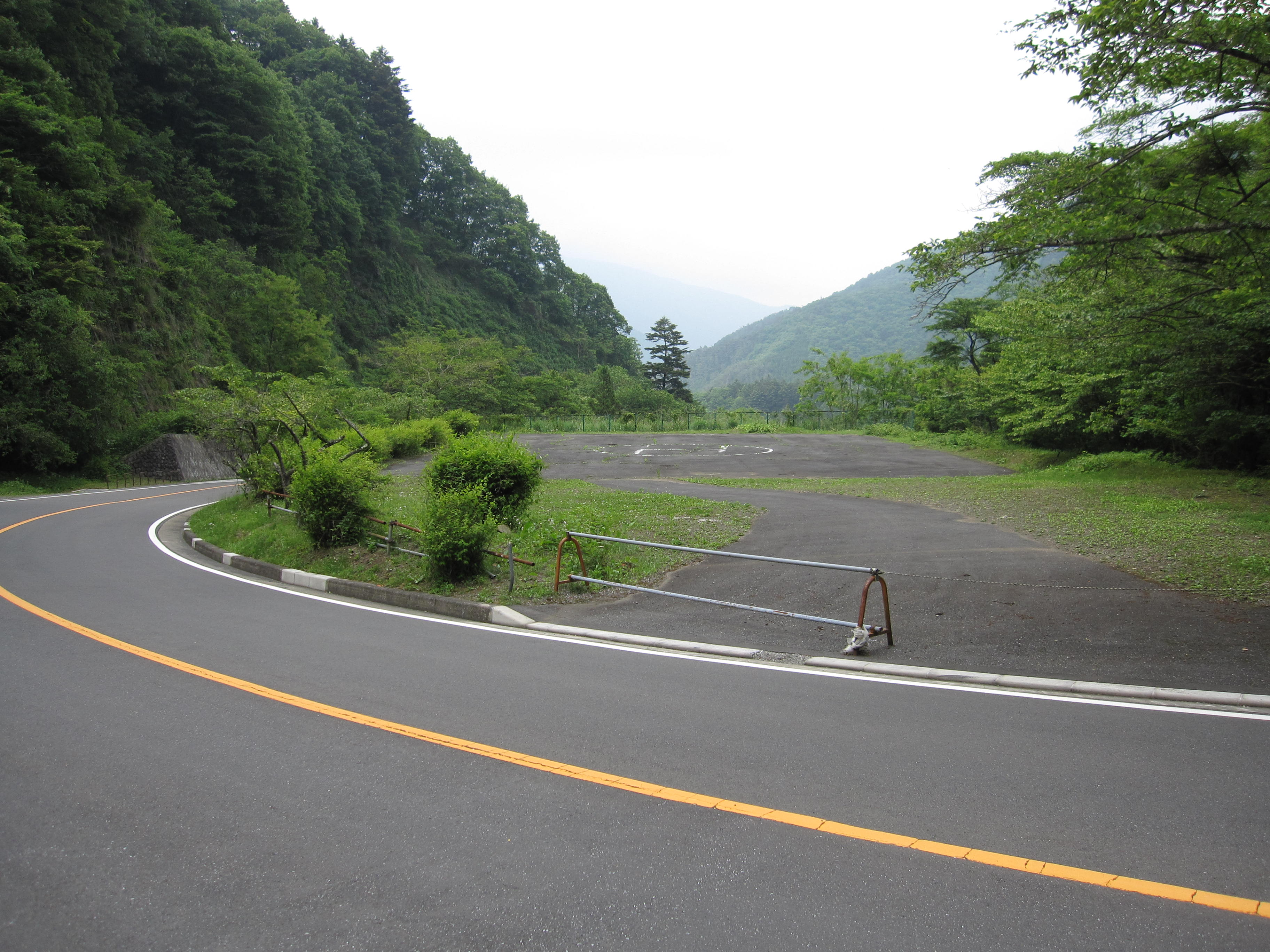
ヘリポート
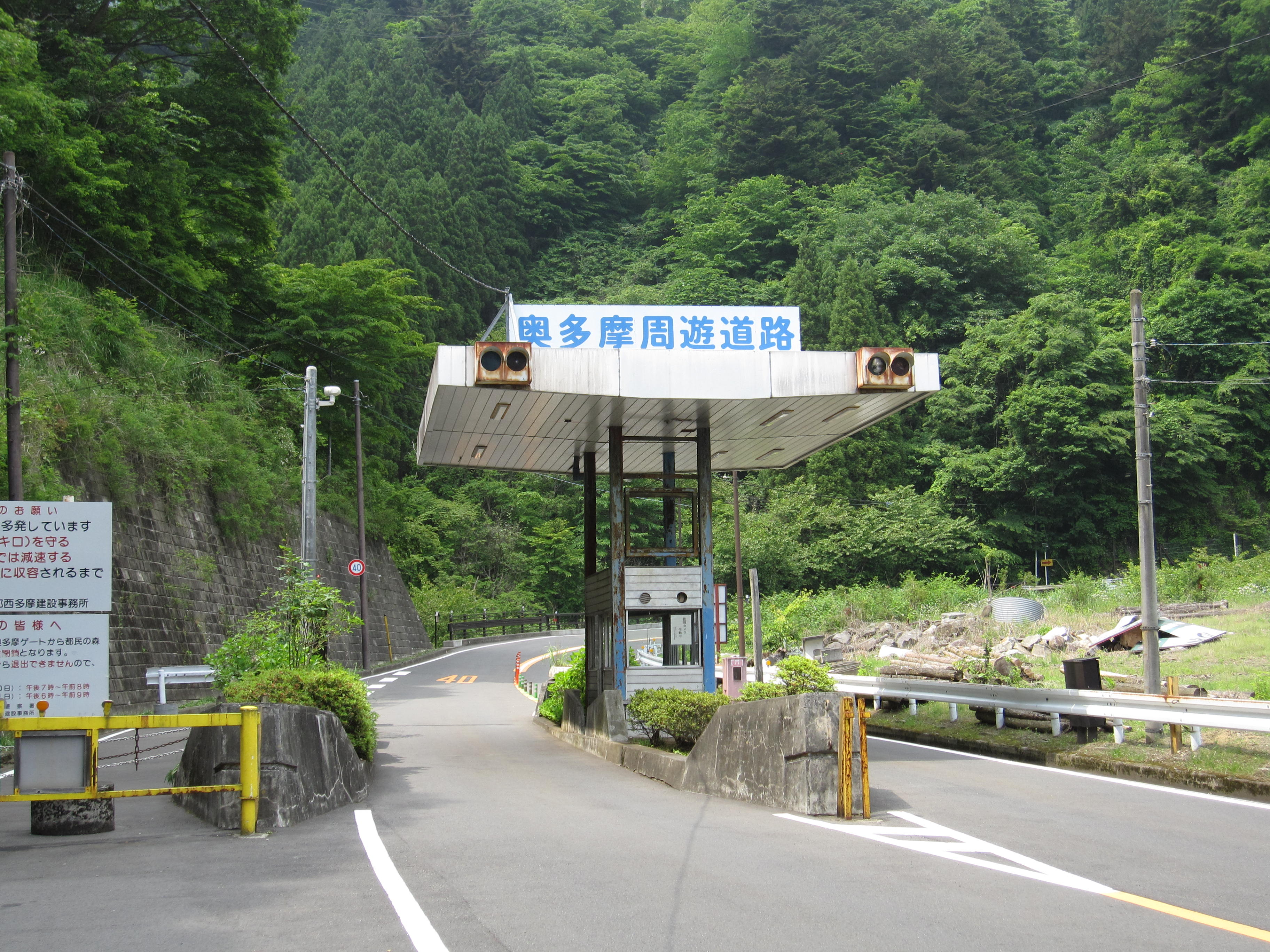
檜原ゲート
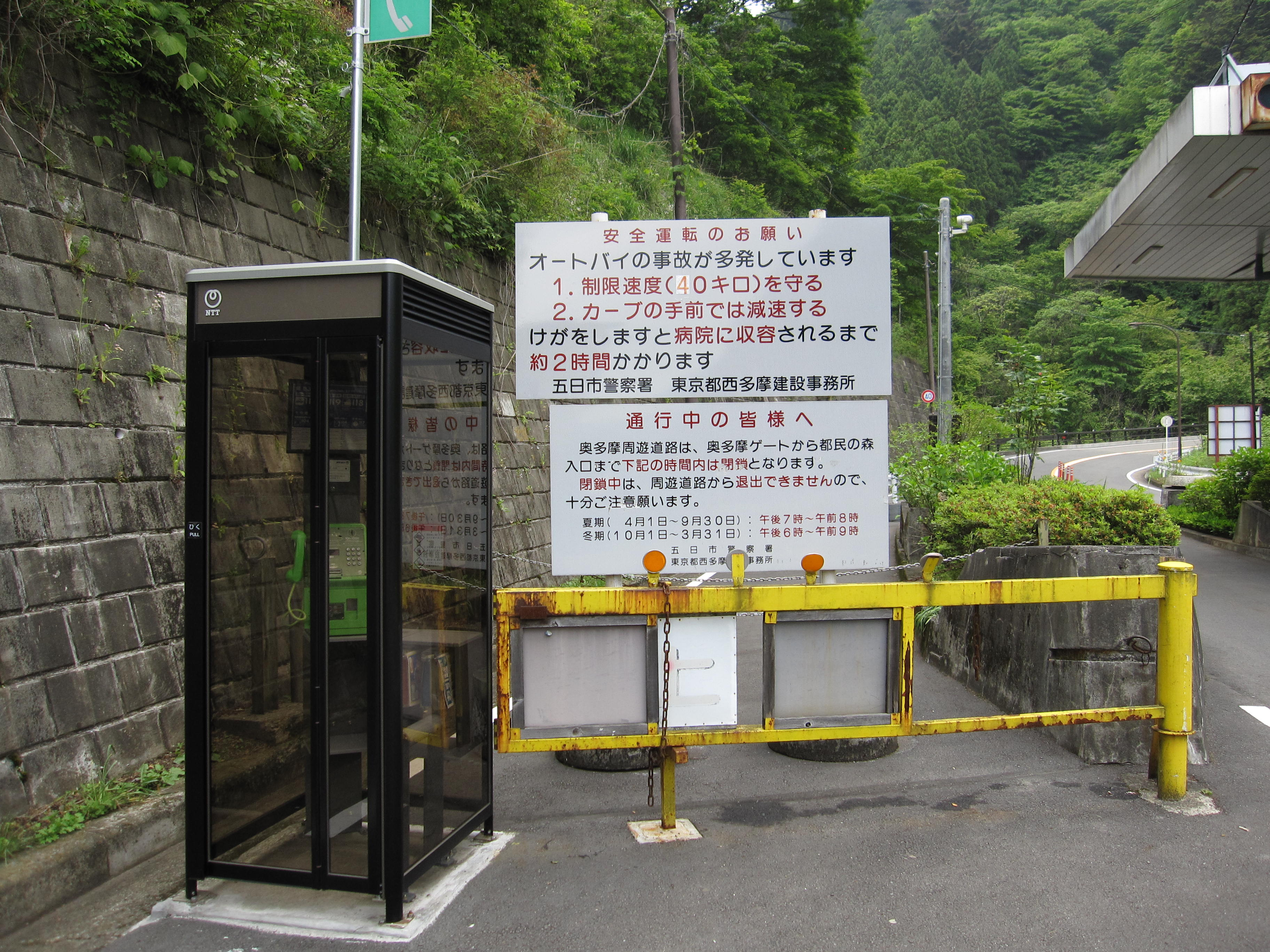
檜原ゲート警告板

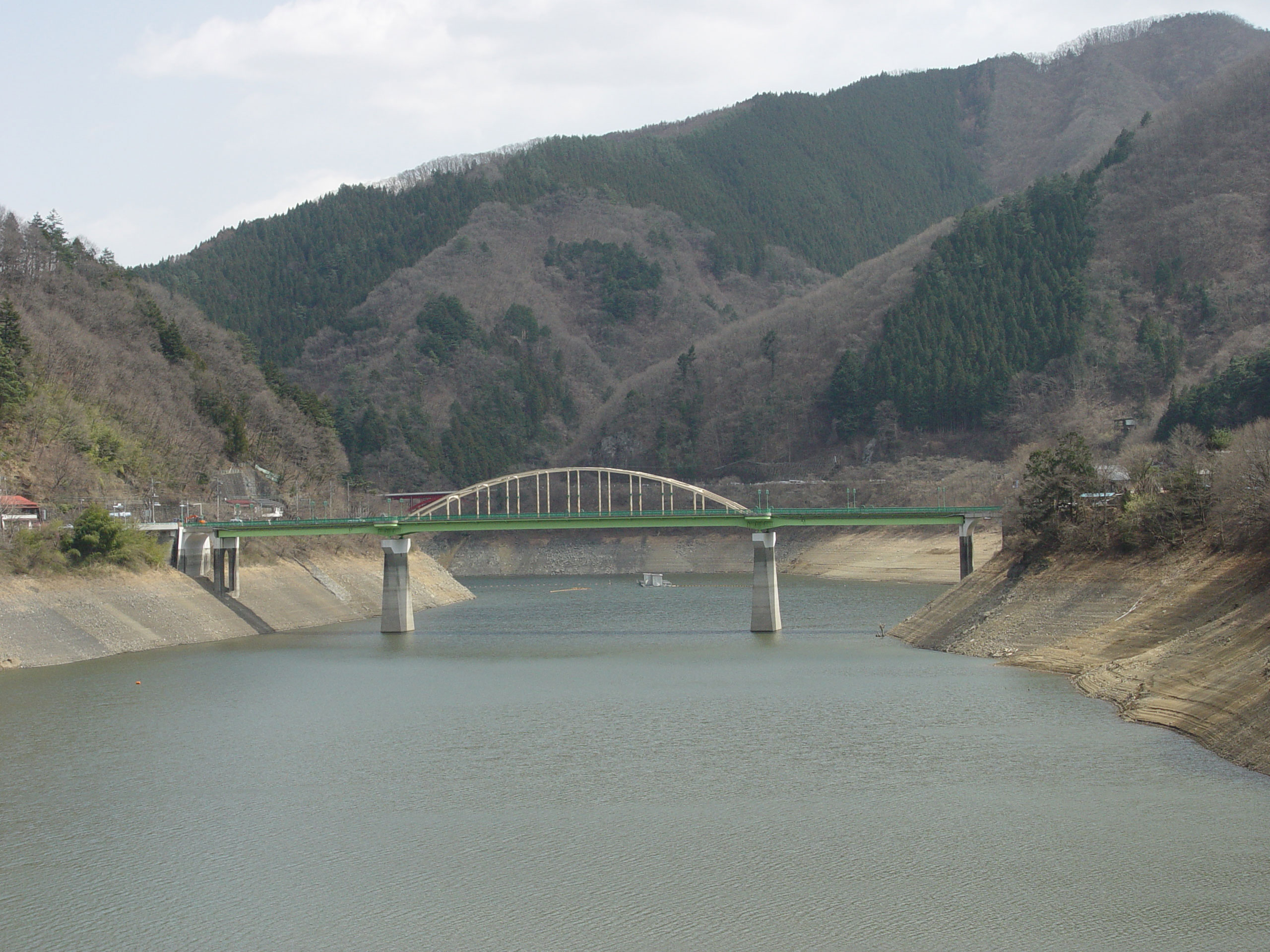
深山橋
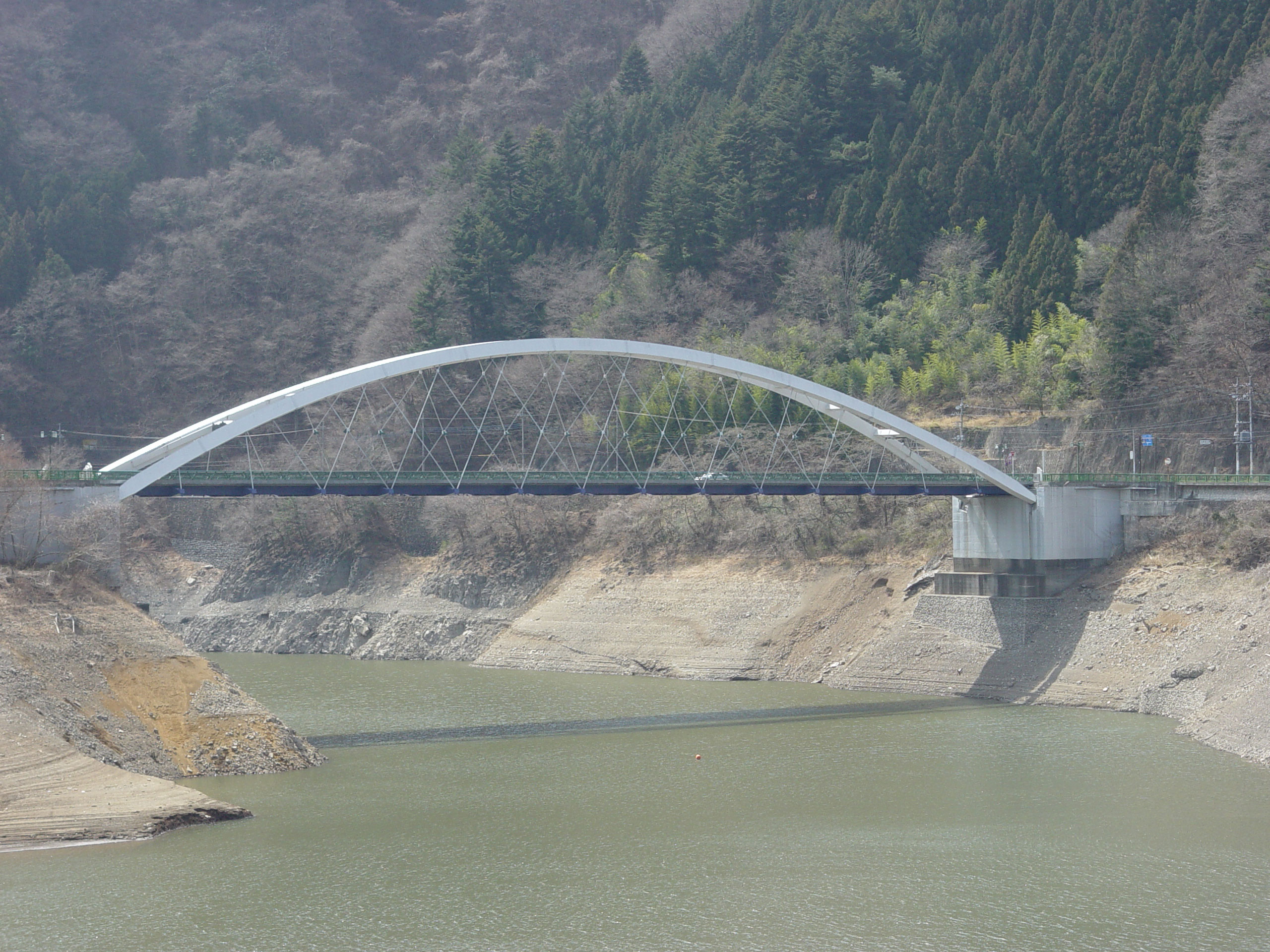
三頭橋
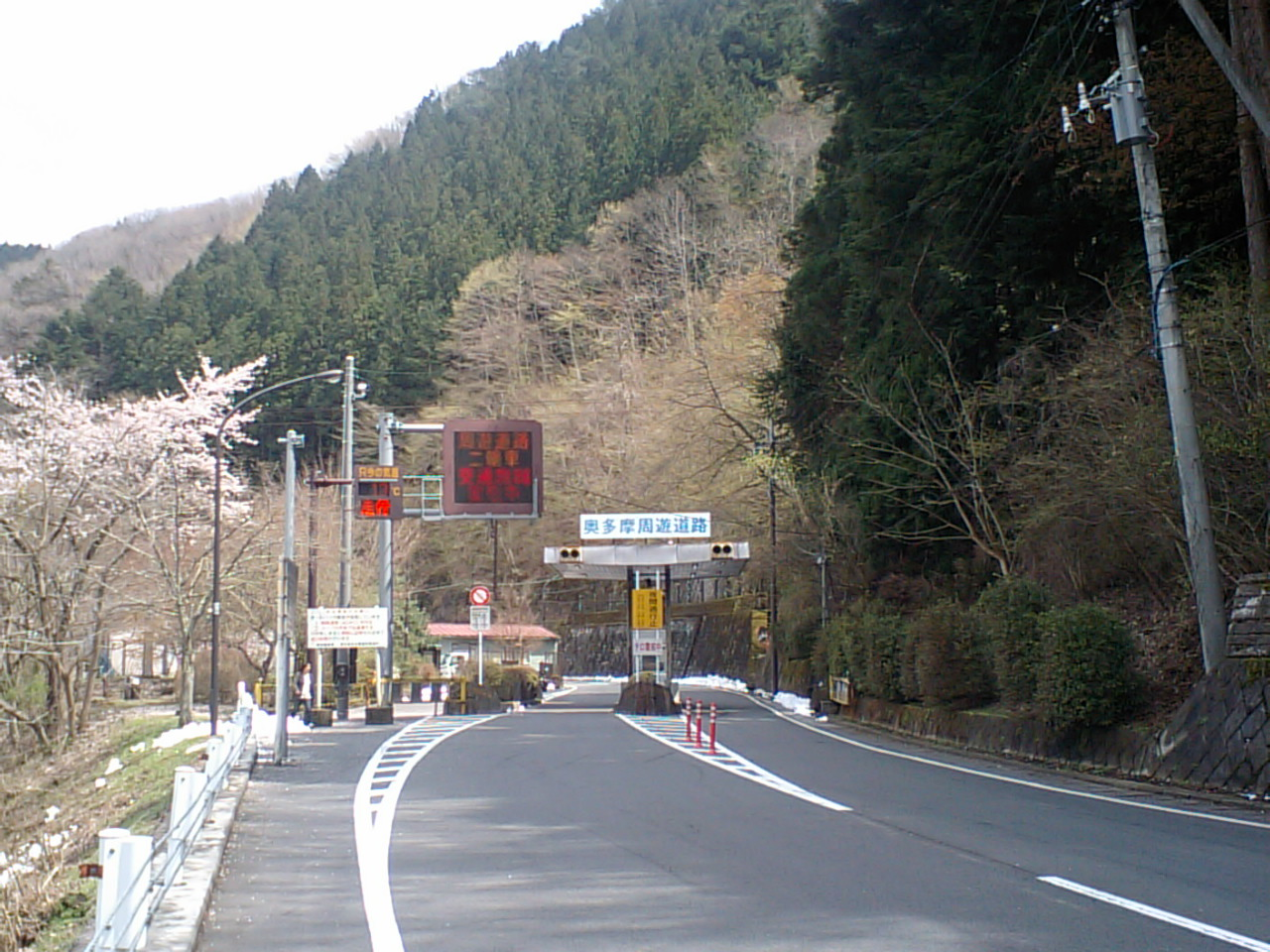
川野ゲート
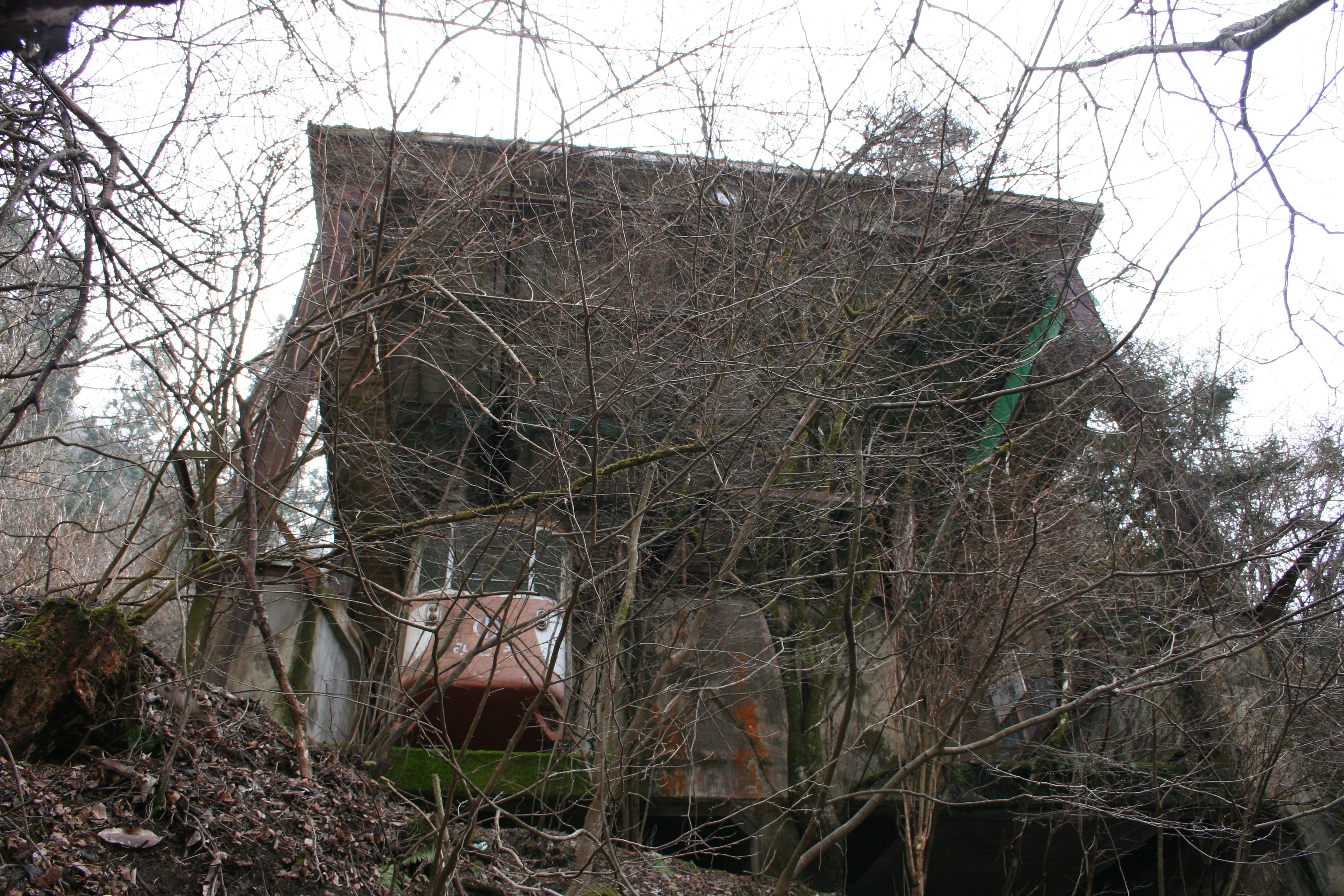
川野駐車場 奥多摩湖ロープウェイ三頭山口駅遺構

三頭橋（みとはし）
起点。
川野ゲート・川野駐車場
0.5 km地点にある旧料金所ならびに駐車場。標高544 m。隣接して、1962年から1966年にかけて営業していた奥多摩湖ロープウェイ三頭山口駅の遺構が残存。旧料金所の施設は無料開放後も残されていたが、2011年に撤去された。また、かつてはトイレが設置されていたが、2019年3月に撤去された。
山のふるさと村
3.5 km地点にある交差点からつながる都の施設。売店や食堂などがある。入り口には周遊道路内で唯一の信号機が設置されている。
北蓑緊急離着陸場
4 km地点にある緊急用ヘリポート。
月夜見第一駐車場
9.3 km地点にある駐車場。標高933 m。2006年10月に伐採作業が行われ奥多摩湖が小河内ダムから麦山橋まで眺望できるようになった。紅葉シーズンには出店もある。
月夜見第二駐車場
11.1 km地点にある駐車場。標高1,089 m。
風張駐車場
12.8 km地点にある駐車場。標高1,146 m。奥多摩周遊道路の最高地点で「東京都で一番高い道路」という標識が道路脇にある。
- 浅間尾根駐車場
- 浅間尾根駐車場付近
- 都民の森入口付近
- ヘリポート
- 檜原ゲート
- 檜原ゲート警告板

浅間尾根駐車場
14.2 km地点にある駐車場。標高1,109 m。読み方は「せんげんおね」。甲州中道と呼ばれた古街道が交わる。
数馬駐車場
15.0 km地点にある駐車場。標高1,062 m。上り下り車線の両側に駐車場がある。行楽シーズンには都民の森の臨時駐車場としても使用されるため都民の森まで歩道が用意されている。トイレが整備されている。
都民の森
16.1 km地点にある都の施設。標高994 m。トイレ・売店・バス停・公衆電話・森林館などの展示スペースをはじめ三頭大滝などのハイキングコース等が整備されている。
檜原ゲート
18.9 km地点にあるゲート。有料道路時代に利用されていた檜原料金所が残存していたが、2012年に撤去された。
九頭竜橋
19.7 km地点の終点。

### 沿革
- 1973年（昭和48年）4月 - 開通
- 1990年（平成2年）4月1日 - 無料化
- 2003年（平成15年）
  - 7月20日 - 大雨によって土砂崩れが発生
  - 7月21日 - 通行止め開始
  - 7月23日 - 緊急仮復旧工事着手
  - 8月2日 - 危険な状態であるため工事一時中止
  - 9月16日 - 工事再開
- 2004年（平成15年）4月2日 - 通行止め解除（片側通行）
- 2006年（平成18年）5月 - 制限速度が30kmから40kmに変更
- 2009年（平成21年）12月15日 - 二輪車通行規制開始
- 2011年（平成23年）4月1日 - 二輪車通行規制解除

## 二輪車通行規制
2009年（平成21年）12月15日 - 2011年（平成23年）3月31日の間に自動二輪車・原付は山のふるさと村入口交差点 - 都民の森交差点間約12.6 kmが一方通行となり、奥多摩町側から檜原村方面への通行が禁止された。
2007年（平成19年）6月 - 2009年（平成21年）12月までに奥多摩町→檜原村への下り坂で二輪車による5件の単独死亡事故が発生したほか、二輪車関与の重大事故が頻発していることと一部の二輪車による危険な走行が一般交通に危険・迷惑を及ぼしていることなどから実施された。

## 地理
東京都西部に位置する奥多摩は「東京の秘境」ともよばれ、山梨県境にほど近い奥多摩湖の南側の山深い地域を周遊する。三頭橋から月夜見駐車場を過ぎ、最高地点の風張峠（かぜはりとうげ）まで登りのワインディングロードが続き、月夜見第一駐車場から数馬までは、三頭山東の尾根沿いを走る。五日市側の沿道に檜原都民の森があり、三頭山の登山道に通じている。

### 通過する自治体
- 東京都
  - 西多摩郡（奥多摩町 - 檜原村）